# Villa Borbone
La villa Borbone nella tenuta di Viareggio fu edificata sul viale dei Tigli che congiunge la città marinara con la frazione di Torre del Lago.

## Storia e descrizione

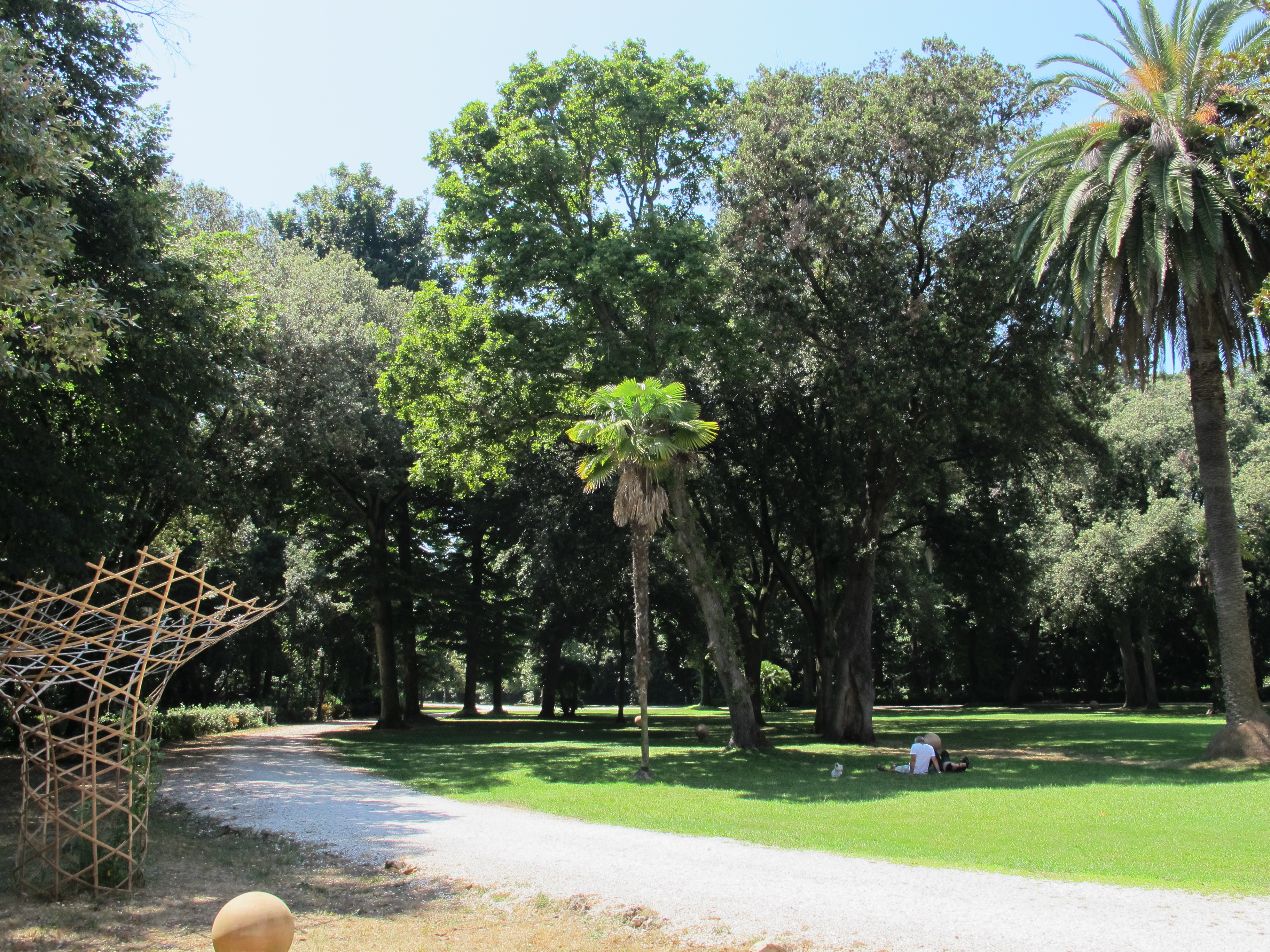
Il parco di Villa Borbone

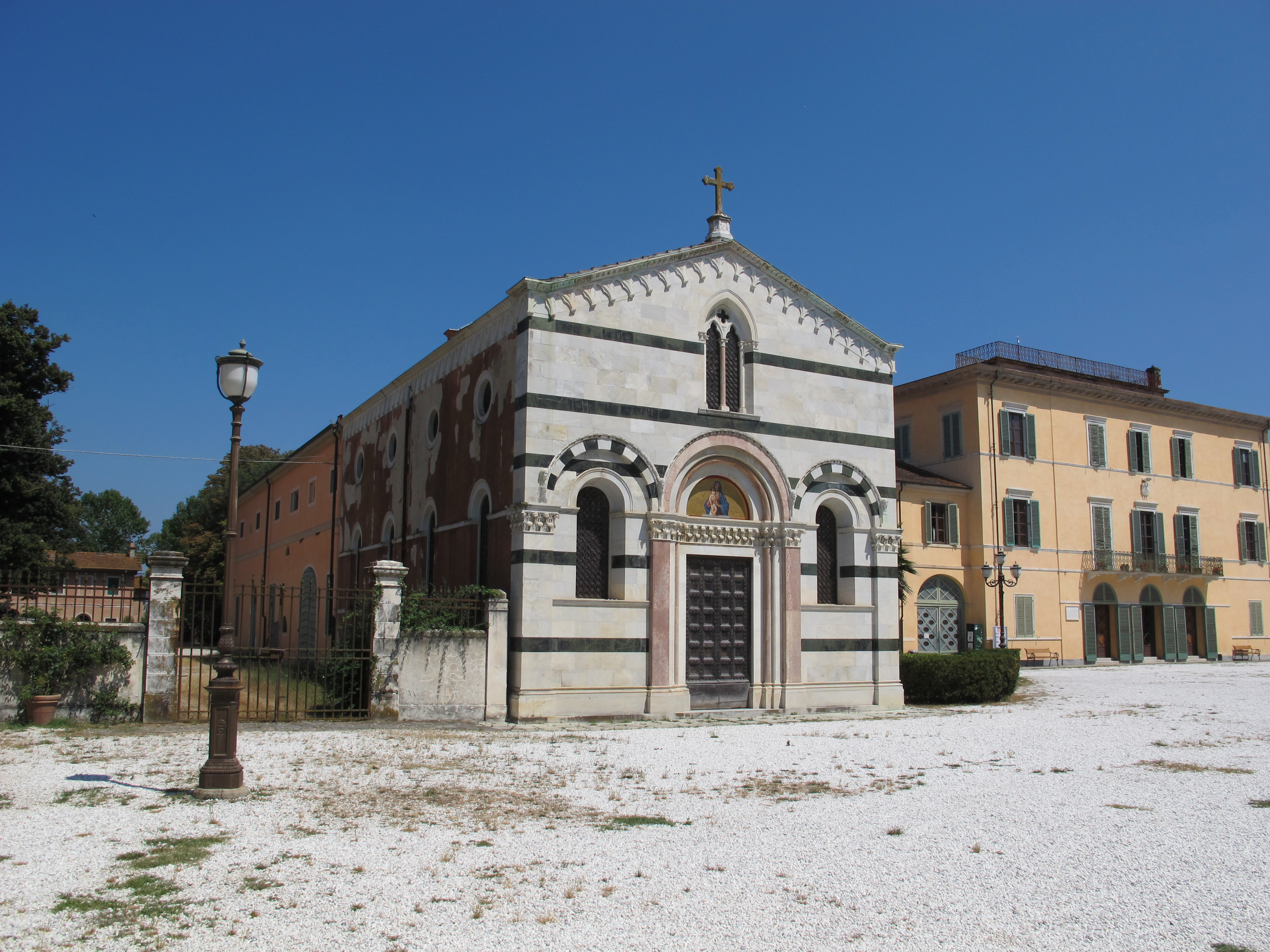
La cappella

La villa, pensata come casino di caccia, fu edificata a partire dal 1821 dall'architetto di corte Lorenzo Nottolini per la duchessa di Lucca Maria Luisa di Borbone-Spagna. Vennero così creati tre edifici separati, ciascuno di tre piani, col corpo centrale destinato a residenza signorile e quelli laterali a stalle, magazzini e abitazioni di servizio. Il grande parco, che oggi fa parte della riserva del parco naturale denominato Migliarino-San Rossore-Massaciuccoli all'altezza della località oggi denominata Lecciona, venne tagliato dal grande viale dei Tigli.
La costruzione, che era stata edificata in misura molto ridimensionata rispetto ai progetti iniziali dopo la morte di Maria Luisa, fu ampliata nel 1834, con l'ingrandimento dei corpi laterali e la costruzione, graduale negli anni, di altri edifici satellite, come stalle, case per coloni e serre. Verso il 1850 con la costruzione di altri corpi di edifici la villa centrale fu collegata alle ali laterali e venne ristrutturato il giardino, per un'estensione totale di 36.000 m².
La cappellina di Sepolcreto venne edificata nel 1849 su incarico di Carlo III di Borbone, duca di Piacenza e di Parma, e fu dedicata a san Carlo Borromeo. Da un passaggio riservato la famiglia ducale assisteva alla messa officiata dai frati francescani. L'aspetto odierno comunque deriva dalla ristrutturazione del 1885 ad opera dell'architetto Giuseppe Pardini, che usò i marmi pregiati all'esterno e all'interno. Vi sono sepolti gran parte dei duchi di Borbone-Parma: di particolare importanza sono le tombe monumentali di Carlo III di Parma (il cui corpo è stato riesumato e studiato dalla Divisione di Paleopatologia dell'Università di Pisa sotto la direzione  di Gino Fornaciari), e di Carlo II di Parma.
Dal 1871 vi risiedette stabilmente Margherita, moglie di Carlo Maria di Borbone-Spagna, pretendente carlista al trono di Spagna: fu l'epoca di maggior splendore della villa, durante la quale arrivò a ospitare una corte di 36 persone. All'interno restano lo scalone principale ed alcune sale con sobrie decorazioni ad affresco o ricchi pavimenti intarsiati. Dopo la morte di Margherita (1893) la villa passò alla figlia Bianca, cambiando il nome in Villa Arciducale, a causa del marito di Bianca, l'arciduca Leopoldo Salvatore di Asburgo-Lorena. Nel 1906 la Marina Militare confiscò la villa per le esigenze del Balipedio. La residenza fu usata dai militari sia durante la prima che la seconda guerra mondiale, quando vi venne ospitato sia un quartier generale tedesco sia uno americano, e subì numerose spoliazioni e danni. Al termine del conflitto tornò ai legittimi eredi dei Borbone, in particolare all'arciduchessa Margherita d'Asburgo-Lorena, la figlia di Bianca, che vi continuò ad abitare per lungo tempo finché ella, a sua volta, poco prima di morire la cedette nel 1985 a Benvenuto Barsanti, il quale ne fece poi dono al Comune di Viareggio. Nel 1999 è stato iniziato un progetto di restauro e riutilizzo del parco.
Oggi la villa è usata per scopi culturali quali esposizioni e conferenze. Nell'estate del 2006 ha ospitato una mostra sulle scenografie di Galileo Chini per le opere di Giacomo Puccini. L'anno successivo vi si è tenuta un'esposizione dedicata all'opera pucciniana La bohème.
Attualmente la villa è anche sede dell'Ente parco di Migliarino-San Rossore-Massaciuccoli.